# Ambia eudamidasalis
Ambia eudamidasalis là một loài bướm đêm trong họ Crambidae.